# Dallas Sthlm
Dallas Sthlm, tidigare Dallas Sthlm DDG och Dallas Motion Agency, ofta enbart Dallas, är en svensk designbyrå med fokus på rörlig grafik.
Dallas har historiskt producerat TV-grafik som profilerat flera av de större svenska TV-kanalerna, inklusive SVT1, TV4, Kanal 5, TV8, Kanal 9, TV10, Kanal 11, Kunskapskanalen och Canal+/C More samt norska TVNorge med systerkanaler. Man har även gjort vinjetter och grafik för enskilda TV-program, inte minst Melodifestivalen som Dallas började skapa grafik för 2002. Dallas har även legat bakom grafisk utformning av SVT:s samhällsprogram Agenda och Uppdrag granskning.

## Historik
Företaget grundades 1993 av Johan Gustafsson och Peter Granström som då var nyutexaminerade från Berghs reklamskola. Byrån fick snart till uppdrag att skapa en ny utformning för ZTV. År 1995 tillkom Johan Grafström som partner. Han skulle efter att han lämnade företaget 2005 bli chef inom SVT och UR. Inledningsvis gjorde företaget främst grafik för reklamfilmer och vinjetter till TV-program.
I februari 2000 köptes 40 procent av bolaget av riskkapitalbolaget Novestra. År 2002 blev Joakim Kempff företagets ledare. Kempff hade då drivit företaget Commando Royale vars systerbolag Commando SMA bland annat gjort TV-kanalsvinjetter. (Commando SMA hade gått i konkurs 2001.) Under Kempffs ledning började Dallas satsa ytterligare på att producera kanalgrafik.
Kempff var vd fram till 2006 och kundansvarig fram till 2013 när han lämnade företaget. Hans efterträdare som vd var François Bonis, som lämnade företaget 2017 för att gå över till SVT.

## Projekt
- Vinjett för Expedition: Robinson 1997. Fick brons i BDA Design Awards 1998. Belönades även med Utmärkt Svensk Form 2001.[9]
- Vinjett för Så ska det låta.[2]
- Vinjett för Sikta mot stjärnorna.[2]
- Vinjett för Bolibompa 1999.[10]
- Vinjett för barnprogrammet REA. Fick guld och silver i BDA Design Awards 2002.[11][12]
- Företagslogotyp och vinjett för Utbildningsradion 2001.[13][14][2] Utvecklade även grafik för UR:s digitala kanal UR Weekend samma år.[15]
- Vinjett för Farmen 2001.[16]
- Logotyp, grafik och vinjett för Melodifestivalen 2002.[17][18]
- Vinjett och logotyp för TV-serien Cleo 2002.[19][18]
- Vinjett för Allra mest tecknat 2002.[18]
- Vinjett för Ramp 2002.[18]
- Logotyp, vinjetter och grafik för Kunskapskanalen 2004.
- Vinjetter för Kanal 5 2005.[20]
- Kanalvinjetter för TVNorge.[21]
- Vinjett för Sunday Service på MTV Nordic 2005.[22] Fick ett guldäggsdiplom 2006.[23]
- Kanalvinjetter för Canal+-kanalerna.[24]
- Vinjetter och grafik för SVT1 2008.[25][26][27]
- Logotyp, vinjetter och grafik för Kanal 9 2007.[28]
- Reklamfilm för Polarbröd 2008.[29]
- Vinjetter och grafik för Kanal 5 2009.[30]
- Ny logotyp för Melodifestivalen 2010.[31]
- Vinjetter för Kanal 9 2010.[32]
- Vinjetter för FEM 2010.[33]
- Logotyp och grafik för lanseringen av TV10.[34]
- Logotyp och vinjetter för TV8 2011.[35]
- Vinjetter och grafik för C More 2012.[36][37]
- Sommarvinjetter för TV3 2012.[38]
- Vinjett för Agenda 2013.[39]
- Logotyp och vinjetter för Kanal 11 2013.
- Ny logotyp för Melodifestivalen 2015 (användes först 2016).[40] Vann Svenska Designpriset 2016.[41]
- Företagslogotyp för Com Hem 2016.[42]
- Nya vinjetter för SVT1 2016.
- Ny logotyp och grafik för Kunskapskanalen 2017.[43][44] Detta projekt tilldelades Red Dot Award 2019.[45]
- Vinjetter och grafik för TV4, Sjuan och TV12 (samarbete med byrån Bold).[46]
- Vinjett för Filmstaden 2018.[47]
- Statyett för Melodifestivalens Hall of Fame 2020.[48]
- Ny grafik för Dreamleague 2021.[49]
- Vinjetter för EQT Ventures grafiska profil 2021. Tilldelades Red Dot Award 2021.[50][51][52]
- Vinjett och grafisk utformning av Uppdrag granskning 2023. Tilldelades ett Silverägg 2024.[53]
- Grafisk design och vinjett för Historien om Sverige 2023.[54][55]

## Ledning
VD:
- Joakim Kempff, –2006.
- Francois Bonis, 2006[56]–2017.
- Charlotta Ribbefjord, 2017[57]–2024.
- Caroline Wetterholm, 2024[58]–